# Hydrostachys verruculosa
Hydrostachys verruculosa är en tvåhjärtbladig växtart som beskrevs av Adrien Henri Laurent de Jussieu. Hydrostachys verruculosa ingår i släktet Hydrostachys och familjen Hydrostachyaceae. Inga underarter finns listade i Catalogue of Life.

## Bildgalleri

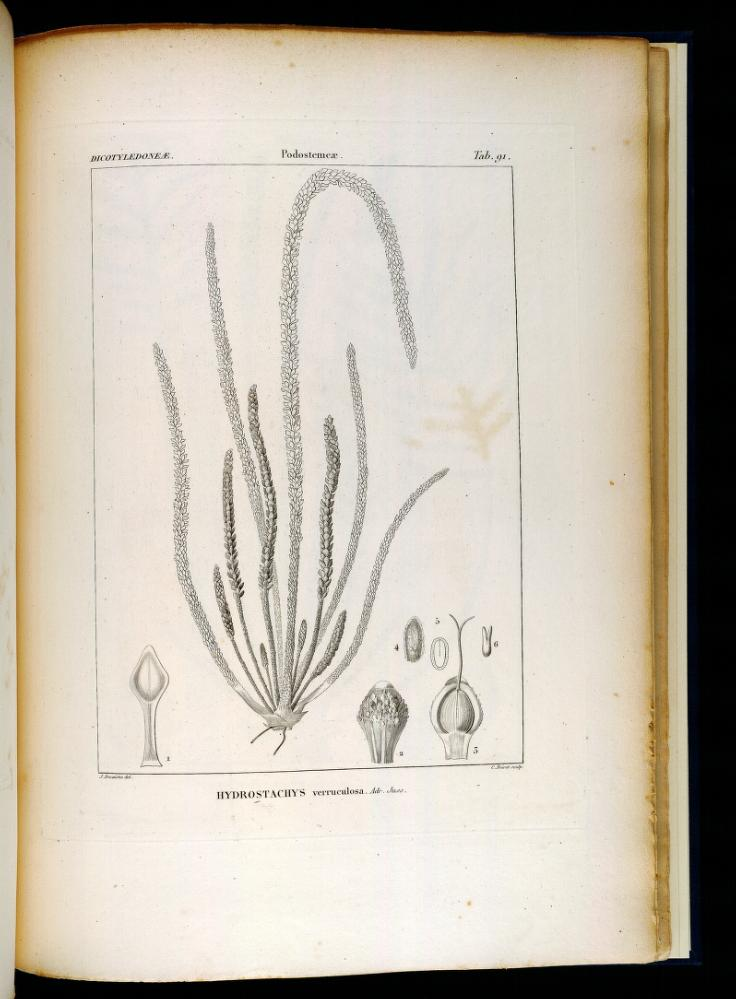